# Aphiloscia marginata
Aphiloscia marginata är en kräftdjursart som först beskrevs av Schmoelzer 1974.  Aphiloscia marginata ingår i släktet Aphiloscia och familjen Philosciidae. Inga underarter finns listade i Catalogue of Life.